# Йохан II (Пфалц-Цвайбрюкен-Велденц)
Йохан II Млади (на немски: Johann II von Pfalz-Zweibrücken, der Jüngere; * 26 март 1584, Бергцаберн; † 9 август 1635, Метц) е от 1604 г. до смъртта си херцог на Пфалц-Цвайбрюкен. Той произлиза от по-младата линия Цвайбрюкен на род Вителсбахи.

## Произход и управление
Той е най-големият оживял син на херцог и пфалцграф Йохан I фон Цвайбрюкен (1550 – 1604) и съпругата му Магдалена (1553 – 1633), дъщеря на херцог Вилхелм фон Юлих-Клеве-Берг.
Между 1600 и 1604 г. Йохан I е на пътуване във Франция. След смъртта му през 1604 г. Йохан II разделя страната с братята си, като задържа за себе си Цвайбрюкен, по-малкият му брат Фридрих Казимир получава дворец и град Ландсберг, а най-малкият брат Йохан Казимир получава замъците Нойкастел и Клеебург.
През 1609 г. Йохан получава Тифентал и господство Бишвайлер в Елзас и същата година той се включва с херцогството си в Протестантския съюз. Като пратеник на протестантските курфюрстове Йохан отива след убийството на крал Анри IV във Франция.
От 1610 до 1614 г. Йохан II e опекун на малолетния курфюрст Фридрих фон Пфалц, и след смъртта на император Рудолф II през 1612 г. за малко време също и имперски викарий на Свещената Римска империя. За да подчертае това той сече в Цвайбрюкен монети с императорския двоен орел. Като опекун на пфалцския курфюрст Йохан резидира в Хайделберг. През 1620 г. Йохан става отново щатхалтер на Курпфалц, където не успява обаче да има голямо влияние.
Йохан II основава в Цвайбрюкен една френска реформирана община. През Тридесетгодишната война той се стреми за неутралност, обаче загубва права и доходи и през 1628 г. и манастир Хорнбах на императора. През 1634 г. той се присъединява към Хайлбронския съюз. На 13 юни 1635 г. Йохан II трябва да избяга с фамилията си в Метц от имперската войска на граф Матиас Галас, докато херцогството му е опустошено. Той умира малко след бягството си в Метц и едва през 1646 г. е преместен в Цвайбрюкен, където е погребан в църквата Св. Александър.

## Фамилия
Първи брак: на 28 август 1604 г. в Блаин, Бретан, с Катерина дьо Роан (1578 – 1607), дъщеря на Рене II дьо Роан, виконт на Роан. Катерина е сестра на водача на хугенотите Анри II дьо Роан. С нея той има една дъщеря:
- Магдалена Катарина (1606 – 1648),

∞ 1630 г. херцог и пфалцграф Христиан I от Биркенфелд (1598 – 1654)
Втори брак: на 4 май 1612 г. в Хайделберг с Луиза Юлиана фон Пфалц (1594 – 1640), дъщеря на курфюрст Фридрих IV фон Пфалц, с която има седем деца:
- Елизабет Луиза Юлиана (1613 – 1667), абатиса на Херфорд
- Катарина Шарлота (1615 – 1651)

∞ 1631 херцог и пфалцграф Волфганг Вилхелм фон Нойбург (1578 – 1653)
- Фридрих (1616 – 1661), херцог и пфалцграф на Цвайбрюкен
- Анна Сибила (1617 – 1641)
- Йохан Лудвиг (1619 – 1647)
- Юлиана Магдалена (1621 – 1672)

∞ пфалцграф Фридрих Лудвиг фон Ландсберг (1619 – 1681)
- Мария Амалия (1622 – 1641)